# Camprodon
Camprodon (em catalão e oficialmente) ou Camprodón (em castelhano) é um município da Espanha na comarca do Ripollès, província de Girona, comunidade autónoma da Catalunha. Tem 103,4 km² de área e em 2021 tinha 2 435 habitantes (densidade: 23,5 hab./km²).
Está a uma distância de 120 km de Barcelona e a 75 de Girona, no vale de mesmo nome e localizado na confluência dos rios Ter e Ritort. Camprodon dispõe de variadas lojas, praças, avenidas, passeios frondosos e bairros residenciais. É um dos municípios mais extensos da comarca, graças à anexação do município de Freixanet e das aldeias de Rocabruna e Beget. Devido a sua natureza generosa, Camprodon tem uma tradição de muitos anos no mundo excursionista e turístico. Seu velho sítio convida a fazer longas caminhadas, seus dois rios e a abundância de fontes urbanizadas constituem um passeio ideal, e seu clima de neves abundantes no inverno para os praticantes do esqui. O turismo em Camprodon tem estado presente desde o início do século XIX com a chegada dos primeiros excursionistas e pessoas importantes da burguesia barcelonesa que edificaram suas mansões de verão nos dois grandes Passeios: Paseos de La Fuente Nueva e Paseo Maristany. Atualmente Camprodon desfruta de grande variedade de atividades lúdicas e culturais: curso internacional de música, festival de música, exposições, feiras e várias atividades, etc.
| 1900  | 1930  | 1950  | 1970  | 1981  | 1986  | 2006  |
| ----- | ----- | ----- | ----- | ----- | ----- | ----- |
| 3.366 | 2.616 | 2.864 | 2.665 | 2.386 | 2.289 | 2.438 |

## Lugares de interesse
- Mosteiro de Sant Pere

Construído em meados do século X por Vifredo II de Besalú para a ordem beneditina, segue o estilo românico, tem planta de cruz latina, com abside central e Zimbório octogonal que dá suporte à torre do campanário.
- Ponte Nova (Puente nuevo)

Construída sobre o rio Ter no século XII, com modificações nos séculos XVI e XVII, permitia o acceso a Camprodon e formava parte da via que conduzia até a Cerdanha.
- Igreja de Santa Maria

A igreja paroquial de Camprodon é uma mistura de estilos: edificada en românico, apresenta modificações menores de estilo gótico nos arcos da nave central e uma capela anexa no estilo barroco. Segundo a tradição, o templo conserva a arqueta de San Patllari com os restos do santo.
- Museu de Isaac Albéniz

A junta mantém un museu dedicado a este compositor catalão, nascido na localidade em 1860. Anualmente se celebra um festival de música que leva seu nome.
- Paseo de la Font Nova y Paseo Maristany

Ambos passeos são os eixos centrais das zonas residenciais dos primeros burgueses que chegaram a Camprodón no fim do século XIX e início do século XX.

## População das localidades do município
| Entidades de población        | Habitantes |
| ----------------------------- | ---------- |
| Baget (Beget)                 | 27         |
| Bestracá (Bestracà)           | 0          |
| Bolós (Bolòs)                 | 22         |
| Camprodón (Sede do Município) | 2.058      |
| Caballera (Cavallera)         | 19         |
| Colonia Estebanell            | 81         |
| Greixenturre (Creixenturri)   | 21         |
| Freixanet (Freixenet)         | 122        |
| El Riberal                    | 13         |
| Rocabruna                     | 70         |
| Salarsá (Salarsa)             | 13         |